# Hanna Skakalska (1887–1966)
Hanna Skakalska (ur. 1887 w Krzemieńcu, zm. 1966) – Ukrainka, która pomagała Polakom podczas II wojny światowej.

## Życiorys
Hanna Skakalska wraz z rodziną mieszkała przy ulicy Szerokiej w Krzemieńcu na Wołyniu. Jej brat Musij (ur. 1902) pracował na poczcie jako telegrafista (według innego źródła – listonosz). Córka Zinaida (ur. 1926, po mężu Samczuk) w momencie wybuchu II wojny światowej uczyła się w liceum. W domu mieszkała także Hanna Skakalska, żona Musija.
Po wkroczeniu do miasta Sowietów, Skakalscy przyjęli do swojego domu Marię Pietroniec oraz jej siostrę Janinę Paulus z czteroletnią córką Alicją (po mężu Gienc). Hanna była już wcześniej nianią Alicji. Skakalscy zapewnili im schronienie i wyżywienie. Uchronili je w ten sposób deportacją na Syberię. Zinaida dostarczała obu rodzinom żywność od krewnych ze wsi. W 1943, po nasileniu się działalności ukraińskich nacjonalistów, Musji został ostrzeżony przed reakcją OUN-UPA wobec osób pomagających Polakom. W konsekwencji ukrywający się musieli opuścić dom Skakalskich. Niemniej Musij pomógł im przeprowadzić ucieczkę pociągiem z Krzemieńca na Lubelszczyznę. Po wojnie rodziny utrzymywały kontakt, a w 1965 udało im się ponownie spotkać.
Musij po 1945 założył w Krzemieńcu zakład fotograficzny.
Za pomoc okazaną Polkom Hanna oraz pozostali członkowie jej rodziny w 2022 została pośmiertnie odznaczona Medalem Virtus et Fraternitas. Podczas uroczystej dekoracji rodzinę Skakalskich reprezentował syn Zinaidy Samczuk – Wołodymir Samczuk.